# Simon Baron-Cohen
Simon Baron-Cohen, född 15 augusti, 1958 i London, Storbritannien, är en brittisk klinisk psykolog och brittisk professor i utvecklingspsykopatologi vid universitetet i Cambridge. 
Baron-Cohen leder universitetets forskningscentrum för autism och är mest känd för sin forskning om autism, inklusive sin tidiga teori att autism handlar om olika grader av "mind-blindness". Hans senare teori om att autism är en extrem form av "manlig hjärna" medförde en omformulering av typiska psykologiska könsskillnader formulerade som en empatiserings-systematiserings-teori. Kritiker har dock uttalat att hans åsikter om autism och könsskillnader är kontroversiella.[källa behövs]

## Biografi
Baron-Cohen föddes i en judisk medelklassfamilj. Han tog en BA-examen i humanvetenskap vid New College, Oxford, och en masterexamen i klinisk psykologi vid Institute of Psychiatry, King's College London. Han fick sin doktorsexamen i psykologi vid University College London där hans doktorandforskning gjordes i samarbete med hans handledare Uta Frith.
Baron-Cohen gifte sig med Bridget Lindley, en familjerättsadvokat som avled i bröstcancer 2016. Han har tre barn, varav den äldsta är manusförfattare och regissör Sam Baron. Han har en äldre bror Dan Baron Cohen och tre yngre syskon, bror Ash Baron-Cohen och systrarna Suzie och Liz. Bland hans kusiner finns skådespelaren och komikern Sacha Baron Cohen och kompositören Erran Baron Cohen. 
Baron-Cohen är professor i utvecklingspsykopatologi vid University of Cambridge. Han är chef för universitetets autismforskningscenter och stipendiat på Trinity College. Han är fellow av British Psychological Society (BPS), British Academy, Academy of Medical Sciences, och Föreningen för Psychological Science. Han är en BPS Chartered Psychologist.
Baron-Cohen har uppdrag som vice ordförande för National Autistic Society (UK), och var 2012 styrelseordförande för National Institute for Health and Care Excellence (NICE) Guideline Development Group för vuxna med autism. Han har också tjänat som vice ordförande och president för International Society for Autism Research (INSAR) och är medredaktör för tidskriften Molecular Autism. Han har varit ordförande för avdelningen för psykologi vid British Academy.

### Erkännanden
Baron-Cohen tilldelades 
- Spearman-medaljen av BPS (British Psychological Society), 1990,[22]
- McAndless Award av American Psychological Association, [23]
- May Davidson Award för Clinical Psychology av BPS, 1993,[24] och
- 2006-års presidentspris av BPS, 2006.[25]
- Kanner-Asperger-medaljen 2013 av Wissenschaftliche Gesellschaft Autismus-Spektrum som ett Lifetime Achievement Award för hans bidrag till autismforskning.[2]

## Autismforskning
År 1997 utvecklade Baron-Cohen teorin om " empathizing-systemizing (ES) ", som säger att människor kan klassificeras genom sina poäng utifrån två dimensioner (empatisering och systematisering). ES-teorin hävdar att typiska kvinnor i genomsnitt får högre poäng vid empati i förhållande till systematisering (de är mer benägna att ha en hjärna av typ E), och typiska män i genomsnitt poäng högre på systematisering i förhållande till empati (de är mer benägna att ha en hjärna av typ S). Autistiska personer förutspås att utvecklas till en extrem hos den typiska mannen (de är mer benägna att ha en hjärna av typ S eller extrem typ S).

### Prenatal neuroendokrinolgi
Baron-Cohens arbete med ES-teori fick honom att undersöka om högre nivåer av prenatal testosteron förklarar den ökade andelen autism bland män. Hans teori om autism före födseln fick ytterligare stöd under 2015 och 2019 för att finna om förhöjda prenatala androgena östrogener är förknippade med autism.
Baron-Cohens "assortativa parningsteori" att om individer med ett "systematiserande" fokus eller typ S-hjärna väljer varandra som föräldrar, är det mer sannolikt att de får barn med autism. Detta har fått stöd i en befolkningsstudie i Eindhoven, där autismfrekvensen är dubbelt så hög i den staden som är ett IT-nav, jämfört med andra holländska städer.
År 2001 utvecklade han autismspektrumkvoten, en uppsättning av femtio frågor som kan användas för att avgöra om en vuxen uppvisar symtom på autism eller inte. AQ har därefter använts i hundratals studier inklusive en studie på en halv miljon människor, som visar robusta könsskillnader och högre poäng hos dem som arbetar med STEM (Science, technology, engineering, and mathematics).
Baron-Cohen utvecklade programvaran Mindreading för specialundervisning, som nominerades till ett pris av British Academy of Film and Television Arts (BAFTA) interaktiva utmärkelse 2002. Hans laboratorium utvecklade The Transporters, en animationsserie konstruerad för att lära barn med autism att känna igen och förstå känslor. Serien nominerades också till ett BAFTA-pris.

### Social kognitiv neurovetenskaplig utveckling
Medan en medlem av Cognitive Development Unit (CDU) i London 1985 försökte förklara de sociala kommunikationsunderskotten i autism, formulerade Baron-Cohen och hans kollegor professor Dame Uta Frith och professor Alan Leslie hypotesen om Theory of Mind (ToM). ToM (även känd som kognitiv empati) är hjärnans delvis medfödda mekanism för att snabbt förstå socialt beteende genom att enkelt tillföra mentala tillstånd till andra, vilket möjliggör beteendeförutsägelse och social kommunikationsförmåga.De bekräftade detta med hjälp av False Belief-testet, vilket visade att ett typiskt 4-årigt barn kan dra slutsatsen från en annan persons tro som skiljer sig från deras egen, medan autistiska barn i genomsnitt försämras i denna förmåga.

### Kritik
Baron-Cohen har kritiserats av vissa för sin "empati-systematiserande teori", som säger att människor kan klassificeras på grundval av sina poäng utifrån två dimensioner (empati och systematisering) och att kvinnor tenderar att få högre poäng på den empatiska dimensionen och män tenderar att få högre poäng på den systematiserande dimensionen. Feministiska forskare, såsom Cordelia Fine, neurovetaren Gina Rippon och Lise Eliot har motsatt sig den extrema manliga hjärnteori om autism och kallar det ”neurotrash” och neurosexism. Rippon argumenterar också mot att använda "man" och "kvinna" för att beskriva olika typer av hjärnor, och att hjärntyper inte motsvarar kön. Baron-Cohens Big Data-studie av 600 000 personer gav dock bevis till stöd för teorin.
En studie från 2009 ledd av Baron-Cohen som rapporterade att autistiska individer hade överlägsen synskärpa har utsatts för kritik. Utvecklarna av programvaran han använde sa att hans resultat var omöjliga baserat på den teknik som användes i studien. Baron-Cohens team svarade på denna kritik genom att återta studien och dra tillbaka påståendet.
Baron-Cohens antagande att Isaac Newton och Albert Einstein visade autistiska drag har mötts med skepsis av psykiater Glenn Elliot vid UCSF (University of California, San Francisco) . Elliot anser försök att diagnostisera på grundval av biografisk information som extremt opålitliga och hävdar att ett beteende kan ha många olika orsaker.